# India colonial
La India era la parte del subcontinente indio que estaba bajo la jurisdicción de las potencias coloniales europeas durante la Era de los Descubrimientos. El poder europeo fue ejercido tanto por la conquista como por el comercio, especialmente en especias.
La búsqueda de la riqueza y la prosperidad de la India llevó a la colonización de las Américas por Cristóbal Colón en 1492. Solo unos años más tarde, cerca del final del siglo XV, el marinero portugués  Vasco da Gama se convirtió en el primer europeo en restablecer vínculos comerciales directos con la India desde la época romana al ser el primero en llegar circunnavegando África (c. 1497-1499). Habiendo llegado a Calicut, que para ese entonces era uno de los principales puertos comerciales del mundo oriental, obtuvo permiso para comerciar en la ciudad de Saamoothiri Rajah. Los siguientes en llegar fueron los neerlandeses, con su base principal en Ceilán. Su expansión en la India se detuvo, después de su derrota en la Batalla de Colachel por el Reino de Travancore, durante la Guerra Travancore-Neerlandesa.
Las rivalidades comerciales entre las potencias europeas marineras llevaron a otras potencias europeas a la India. Países Bajos, el Imperio británico, Francia y el Reino de Dinamarca-Noruega establecieron puestos comerciales en India a principios del siglo XVII. A medida que el Imperio mogol se desintegró a principios del siglo XVIII, y luego el Imperio maratha se debilitó después de la tercera batalla de Panipat, muchos estados indios relativamente débiles e inestables que surgieron fueron cada vez más abiertos a la manipulación por parte de los europeos, a través de gobernantes indios dependientes.
A finales del siglo XVIII Gran Bretaña y Francia lucharon por el dominio, en parte a través de gobernantes indios, pero también por intervención militar directa. La derrota gobernante indio Tipu Sultan en 1799 marginó la influencia francesa. Esto fue seguido por una rápida expansión del poder británico a través de la mayor parte del subcontinente indio a principios del siglo XIX. A mediados de siglo, los británicos ya habían obtenido el control directo o indirecto sobre casi toda la India. La India británica, que constaba de las presidencias y provincias británicas directamente gobernadas, contenía las partes más pobladas y valiosas del Imperio británico y, por lo tanto, se la conocía como "la joya de la Corona británica". 
India, durante su época colonial, fue miembro fundador de la Sociedad de las Naciones, una nación participante en Juegos Olímpicos de Verano en 1900, 1920, 1928, 1932 y 1936, y miembro fundador de Naciones Unidas en  San Francisco en 1945. En 1947, India obtuvo su independencia y fue dividida en Unión de India y el Dominio de Pakistán, el último de los cuales fue creado como una patria para musulmanes coloniales de India.

## Portugueses
Mucho después del declive del comercio marítimo del Imperio romano con la India, los portugueses fueron los siguientes europeos que navegaron ahí con fines comerciales, llegando por primera vez en barco en mayo de 1498. El retorno de las rutas comerciales tradicionales en Asia Occidental por el Imperio otomano, y la rivalidad con los estados italianos enviaron a Portugal en busca de una ruta marítima alternativa hasta la India. El primer viaje exitoso a la India fue hecho por Vasco da Gama en 1498, cuando después de navegar alrededor del Cabo de Buena Esperanza llegó a Calicut, ahora en Kerala. Al llegar allí, obtuvo del permiso Saamoothiri Rajah para comerciar en la ciudad. El navegante fue recibido con la hospitalidad tradicional, pero una entrevista con el Saamoothiri (Zamorín) no produjo ningún resultado definitivo. Vasco da Gama solicitó permiso para dejar atrás un factor a cargo de la mercancía que no podía vender; su solicitud fue rechazada, y el rey insistió en que Gama debía pagar los derechos de aduana como cualquier otro comerciante, lo que tensó sus relaciones.[cita requerida]

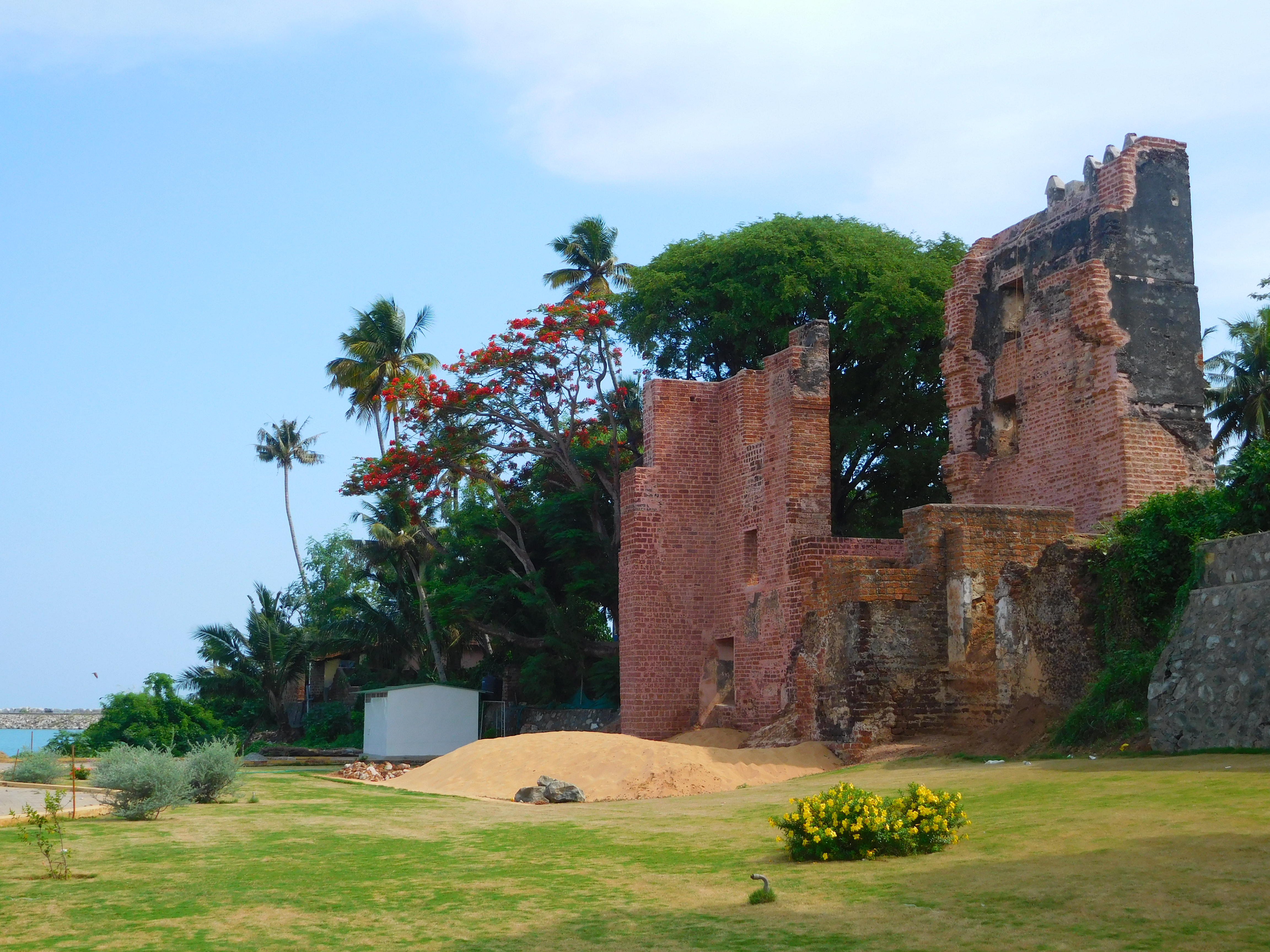
Ruinas de la construcción portuguesa del Fuerte de Santo Tomás en Tangasseri en Kollam, aproximadamente de 1518

Aunque la presencia de Portugal en la India comenzó inicialmente en 1498, su dominio colonial duró desde 1505 hasta 1961.[cita requerida] El Imperio portugués estableció el primer centro comercial europeo en Quilon (Kollam) en 1502. Se cree que la era colonial en la India comenzó en ese momento. En 1505, el Rey Manuel I de Portugal nombró a Dom Francisco de Almeida como el primer Virrey portugués de la India, seguido en 1509 por Dom Afonso de Albuquerque. En 1510, Albuquerque conquistó la ciudad de Goa, que había sido controlada por musulmanes. Inauguró la política de casar a soldados y marineros portugueses con muchachas indias locales, cuya consecuencia fue un gran mestizaje en Goa y otros territorios portugueses en Asia.[cita requerida] Otra característica de la presencia portuguesa en la India fue su voluntad de evangelizar y promover el catolicismo. En esto, los jesuitas jugaron un papel fundamental, y hasta el día de hoy el misionero jesuita San Francisco Javier es venerado entre los católicos de la India.[cita requerida]

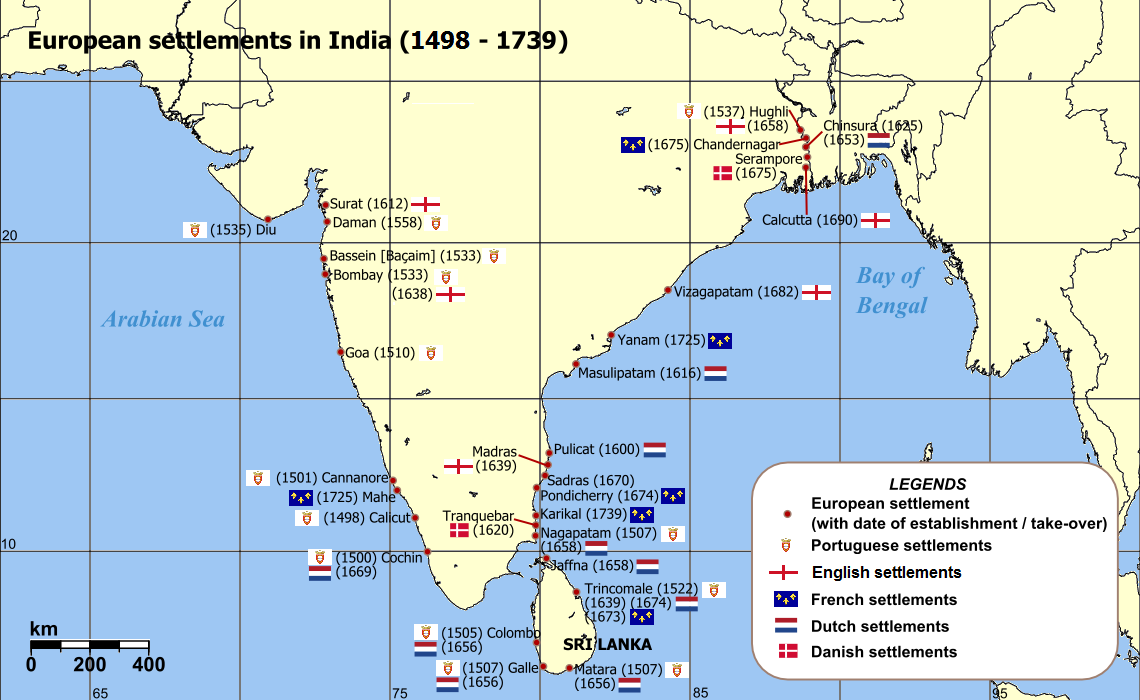
Asentamientos europeos en la India 1501-1739

Los portugueses establecieron una cadena de puestos de avanzada a lo largo de la costa oeste de la India y en la isla de Ceilán a principios del siglo XVI. Construyeron el Fuerte de San Angelo en Kannur para proteger sus posesiones en el norte de Malabar. Goa era su preciada posesión y la sede del virrey de Portugal. La provincia norteña de Portugal incluía asentamientos en  Daman, Diu, Chaul, Baçaim, Salsete, y Mumbai. El resto de la provincia del norte, con la excepción de Daman y Diu, se perdió en el Imperio de Maratha a principios del siglo XVIII.[cita requerida]
En 1661, Portugal estaba en guerra con España y necesitaba ayuda de  Inglaterra. Esto llevó al matrimonio de Princesa Catalina de Portugal a Carlos II de Inglaterra, quien impuso una dote que incluía las áreas insulares y menos habitadas del sur de Mumbai mientras que los portugueses lograron retener todo el territorio continental al norte de Bandra hasta Thana y Bassein. Este fue el comienzo de la presencia inglesa en la India.[cita requerida]

## Neerlandeses

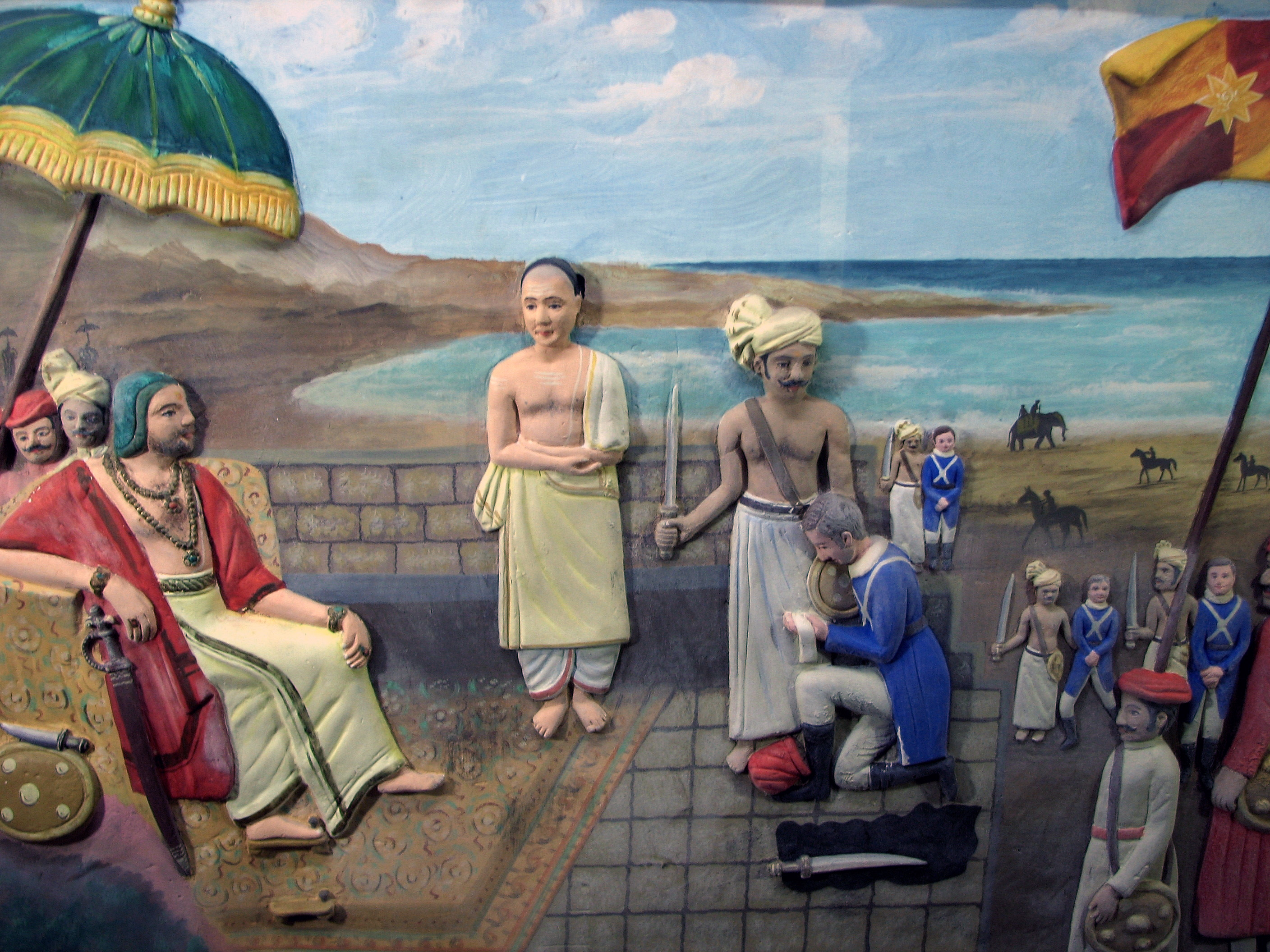
Eustachius De Lannoy de la Compañía Holandesa de las Indias Orientales se rinde a Maharaja Marthanda Varma del Reino de Travancore después de la batalla de Colachel (representación en Palacio de Padmanabhapuram).

La Compañía Neerlandesa de las Indias Orientales estableció puestos comerciales en diferentes partes de la costa india. Durante un tiempo, controlaron la costa suroeste Malabar (Pallipuram, Cochín, Santa Cruz, Quilon (Coylan),  Cannanore, Kundapura, Kayamkulam, Ponnani) y el sureste de la costa de Coromandel (Golkonda, Bhimunipatnam, Pulicat,  Parangippettai, Negapatnam) y Surat (1616–1795). Conquistaron Ceilán de los portugueses en la guerra luso-neerlandesa. Los holandeses también establecieron estaciones comerciales en Travancore y en la costa Tamil Nadu, así como en Rajshahi, en la actualidad Bangladés, Hugli-Chinsura y Murshidabad en la actualidad Bengala Occidental, Balasore (Baleshwar o Bellasoor) en Odisha y Ava, Arakan, y Syriam en la actualidad Myanmar (Birmania). Sin embargo, su expansión en la India se detuvo, después de su derrota en la Batalla de Colachel contra el Reino de Travancore, durante la guerra neerlando-travancorense. Los holandeses nunca se recuperaron de la derrota y ya no representaron una gran amenaza colonial para la India.
Ceilán se perdió en el Congreso de Viena después de las guerras napoleónicas, donde los holandeses cayeron sujetos a Francia y vieron sus colonias atacadas por Gran Bretaña. Los holandeses luego se involucraron menos en India, ya que tenían las Indias Orientales Holandesas (actual Indonesia).

### Rivalidad con los Países Bajos
A finales del siglo XVI, Inglaterra y la Holanda Unida comenzaron a desafiar el monopolio del comercio de Portugal en Asia, formando  sociedades anónimas privadas para financiar los viajes: la Compañía Inglesa (después Británica) de las Indias Orientales , y la Compañía Neerlandesa de las Indias Orientales, que se constituyeron en 1600 y 1602 respectivamente. Estas empresas tenían la intención de llevar a cabo el lucrativo comercio de especias, y centraron sus esfuerzos en las áreas de producción, el archipiélago de Indonesia (especialmente las "Islas de las Especias") y en la India como un mercado importante para el comercio. La proximidad de Londres y Ámsterdam a través del Mar del Norte, y la intensa rivalidad entre Inglaterra y los Países Bajos, inevitablemente condujeron al conflicto entre las dos compañías, con los holandeses ganando la delantera en  Molucas (anteriormente un bastión portugués) después de la retirada de los ingleses en 1622, pero con los ingleses disfrutando de más éxito en la India, en Surat, después del establecimiento de una fábrica en 1613.

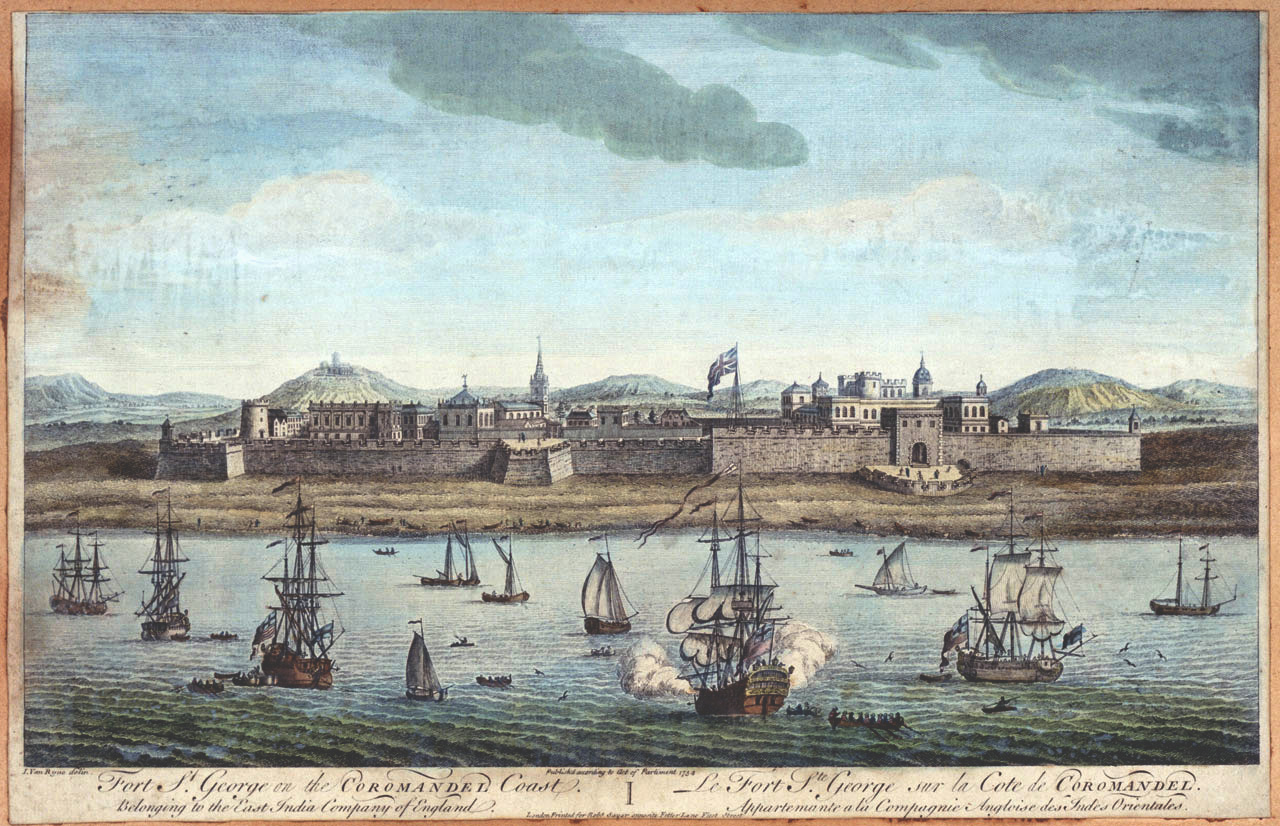
Fort St. George fue fundado en Madras en 1639

The Netherlands' more advanced financial system y las tres Guerras angloholandesas del siglo XVII dejaron a los holandeses como la potencia naval y comercial dominante en Asia. Las hostilidades cesaron después de la Revolución Gloriosa de 1688, cuando el príncipe holandés  Guillermo de Orange ascendió al trono inglés, trayendo la paz entre los Países Bajos e Inglaterra. Un acuerdo entre las dos naciones dejó el comercio de especias más valioso del archipiélago indonesio a los Países Bajos y la industria textil de la India a Inglaterra, pero los textiles superaron a las especias en términos de rentabilidad, de modo que para 1720, en términos de ventas, la compañía inglesa había superado a los holandeses. La Compañía Británica de las Indias Orientales  cambió su atención de Surat— un centro de conexiones para el comercio de especies — al Fort St. George.

### Compañía de las Indias Orientales
En 1757 Mir Jafar, el comandante en jefe del ejército del Nawab de Bengala, junto con Jagat Seth, y algunos otros, se confabulaban en secreto con los británicos, pidiendo apoyo para derrocar al Nawab a cambio de subvenciones comerciales. Las fuerzas británicas, cuyo único deber hasta ese momento era proteger la propiedad de la Compañía, eran numéricamente inferiores a las fuerzas armadas bengalíes). En la Batalla de Plassey el 23 de junio de 1757, peleó entre los británicos bajo el mando de Robert Clive y los Nawab, las fuerzas de Mir Jafar traicionaron a los Nawab y ayudaron a derrotarlo. Jafar se instaló en el trono como una regla subordinada británica. La batalla transformó la perspectiva británica al darse cuenta de su fuerza y potencial para conquistar reinos indios más pequeños y marcó el comienzo de la era imperial o colonial en Asia meridional.
La política británica en Asia durante el siglo XIX se ocupó principalmente de expandir y proteger su dominio sobre la India, considerada como su colonia más importante y la clave para el resto de Asia. La Compañía de las Indias Orientales impulsó la expansión del Imperio Británico en Asia. El ejército de la compañía se unió por primera vez con Royal Navy durante la guerra de los Siete Años, y los dos continuaron cooperando en arenas fuera de India: el desalojo de Napoleón de Egipto (1799), la captura de Java de los Países Bajos (1811), la adquisición de Singapur (1819) y Malacca (1824) y la derrota de Birmania (1826).
Desde su base en India, la compañía también se había dedicado a un comercio de exportación de opio cada vez más rentable a China desde la década de 1730. Este comercio ayudó a revertir los desequilibrios comerciales resultantes de las importaciones británicas de té, que vio grandes salidas de plata de Gran Bretaña a China. En 1839, la confiscación por parte de las autoridades chinas en  Cantón de 20,000 cofres de opio llevó a Gran Bretaña a atacar a China en la primera guerra del opio, y la captura por Gran Bretaña de la isla de Hong Kong, en esa vez un acuerdo menor.

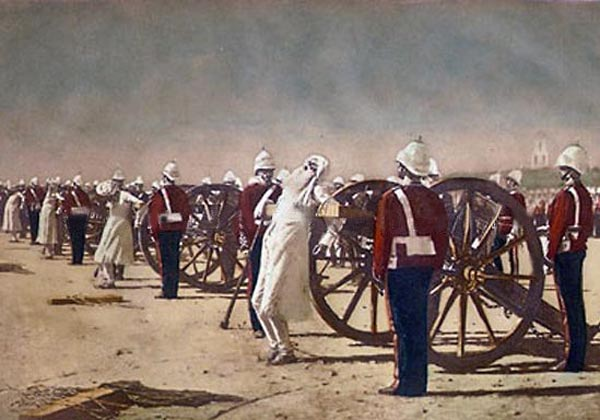
Supresión de la Revuelta India por los Ingleses, que representa la ejecución de amotinados, muchos de los cuales eran cipayos, al disparar con una pistola de los británicos, una pintura de Vasily Vereshchagin

Los británicos tenían control directo o indirecto sobre toda la India actual antes de mediados del siglo XIX. En 1857, una rebelión local por parte de un ejército de cipayos se intensificó en la Rebelión india de 1857, que tardó seis meses en reprimir con una gran pérdida de vidas en ambos lados, aunque la pérdida de británicos la vida está en el rango de unos pocos miles, la pérdida en el lado indio fue de cientos de miles. El desencadenante de la Rebelión ha sido objeto de controversia. La resistencia, aunque de corta duración, fue provocada por los intentos de la British East India Company de expandir su control de la India. Según Olson, varias razones pueden haber desencadenado la Rebelión. Por ejemplo, Olson concluye que el intento de la Compañía de las Indias Orientales de anexar y expandir su control directo de la India, mediante leyes arbitrarias como Doctrine of Lapse, junto con la discriminación laboral contra los indios, contribuyó a la Rebelión de 1857. Los oficiales de la Compañía de las Indias Orientales vivían como príncipes, las finanzas de la compañía estaban en ruinas y la Corona británica examinó la efectividad de la compañía en la India después de 1858. Como resultado, las Indias Orientales La compañía perdió sus poderes de gobierno y India británica quedó formalmente bajo  dominio británico directo, con un Gobernador General de India designado. La Compañía de las Indias Orientales se disolvió al año siguiente en 1858. Unos años más tarde, la Reina Victoria tomó el título de Emperatriz de la India.

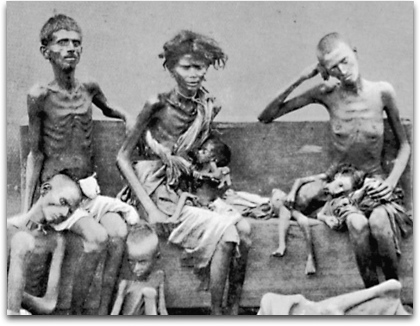
Víctimas de la Gran hambruna de 1876–78 en la India gobernada por los británicos, fotografiada en 1877.

India sufrió una serie de graves pérdidas de cosechas a fines del siglo XIX, lo que provocó hambrunas generalizadas en las que murieron al menos 10 millones de personas. Respondiendo a las hambrunas anteriores como amenazas a la estabilidad del dominio colonial, la Compañía de las Indias Orientales ya había comenzado a preocuparse por la prevención de la hambruna durante el período colonial temprano. Esto se expandió enormemente durante el  Raj , en el que se establecieron comisiones después de cada hambruna para investigar las causas e implementar nuevas políticas, que tomaron hasta principios de 1900 para tener efecto.
El lento pero trascendental movimiento de reforma se convirtió gradualmente en el Movimiento de Independencia de la India. Durante los años de Primera Guerra Mundial, el movimiento hasta ahora burgués de "gobierno interno" se transformó en un movimiento de masas popular por Mahatma Gandhi, un pacifista. Revolucionarios como Bagha Jatin, Khudiram Bose, Bhagat Singh, Chandrashekar Azad, Surya Sen, Subhas Chandra Bose no estaban en contra del uso de violencia para oponerse al dominio británico. El movimiento de independencia alcanzó su objetivo con la independencia de Pakistán y la India el 14 y 15 de agosto de 1947, respectivamente.
Los elementos conservadores en Inglaterra consideran que la independencia de la India es el momento en que el Imperio Británico dejó de ser una potencia mundial, después de que Curzon dictara que "Mientras nos aferremos a India, somos una potencia de primer nivel. Si perdemos India, disminuiremos a una potencia de tercer nivel ".

## Franceses

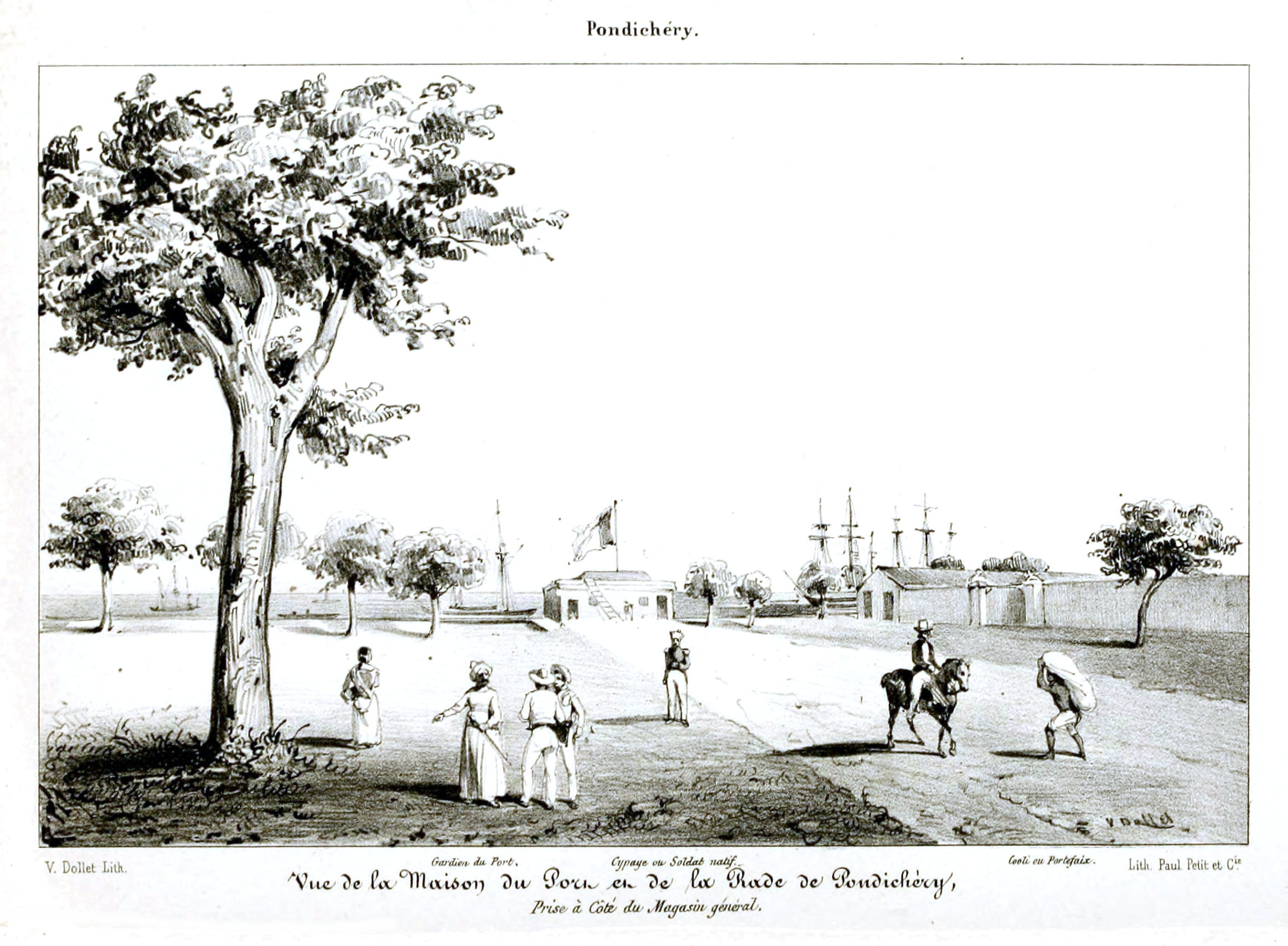
View of Pondicherry in 1843

Después de los portugueses, ingleses y holandeses, los franceses también establecieron bases comerciales en la India. Su primer establecimiento fue en  Pondicherry en la Costa de Coromandel en el sureste de India en 1674. Los asentamientos franceses posteriores fueron Chandernagore en Bengala, noreste de India en 1688,  Yanam en Andhra Pradesh en 1723,  Mahe en 1725 y Karaikal en 1739. Los franceses estaban constantemente en conflicto con los holandeses y más tarde principalmente con los británicos En India. En el apogeo del poder francés a mediados del siglo XVIII, los franceses ocuparon grandes áreas del sur de la India y el área que se encuentra en el norte de hoy Andhra Pradesh y Odisha. Entre 1744 y 1761, los británicos y los franceses atacaron y conquistaron en repetidas ocasiones las fortalezas y ciudades de los demás en el sureste de la India y en Bengala en el noreste. Después de algunos éxitos franceses iniciales, los británicos derrotaron decisivamente a los franceses en Bengala en la Batalla de Plassey en 1757 y en el sureste en 1761 en la Batalla de Wandiwash, después de lo cual la British East India Company fue la supremo poder militar y político en el sur de la India, así como en Bengala. En las siguientes décadas, aumentó gradualmente el tamaño de los territorios bajo su control. Los enclaves de Pondichéry, Karaikal, Yanam, Mahé y Chandernagore fueron devueltos a Francia en 1816 y se integraron con la República de la India en 1954.[cita requerida]

## Daneses

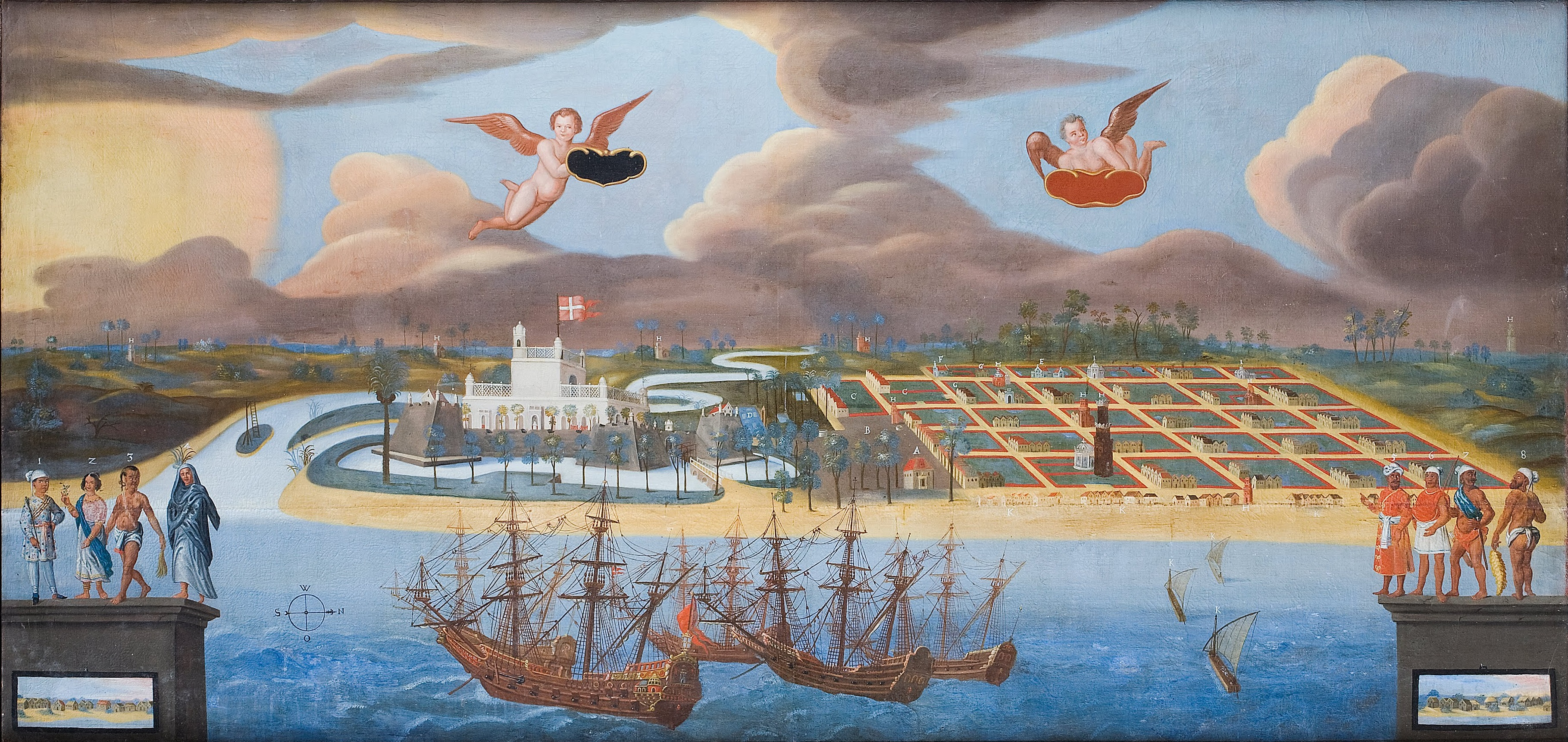
Fort Dansborg at Tranquebar, built by Ove Gjedde, c. 1658

Dinamarca-Noruega mantuvieron posesiones coloniales en India durante más de 200 años, pero la presencia danesa en India fue de poca importancia para las principales potencias europeas, ya que no representaban una amenaza militar ni mercantil. Dinamarca – Noruega estableció puestos comerciales avanzados en Tranquebar, Tamil Nadu (1620), Serampore, Bengala Occidental (1755), Calicut, Kerala (1752) y Islas Nicobar ( 1750). Hubo un tiempo en que las principales empresas danesas y suecas de Asia Oriental importaron juntas más té a Europa que los británicos. Sus puestos de avanzada perdieron importancia económica y estratégica, y Tranquebar, el último puesto de avanzada Dano-Noruega, fue vendido a los británicos el 16 de octubre de 1868.[cita requerida]

## Otras potencias extranjeras
España recibió brevemente derechos territoriales sobre la India por el Papa Alejandro VI el 25 de septiembre de 1493 por la bula antes de que el Tratado de Tordesillas eliminara estos derechos menos de un año después. Las Islas Andaman y Nicobar fueron brevemente ocupadas por el Imperio japonés durante Segunda Guerra Mundial.
La Compañía Sueca de las Indias Orientales poseyó por poco tiempo una fábrica en Parangipettai.

## Guerras coloniales
- Guerras Anglo-Mysore
- Primera guerra anglo-maratha
- Segunda guerra anglo-maratha
- Tercera guerra anglo-maratha
- Primera guerra Anglo-Sikh
- Segunda guerra Anglo-Sikh
- Guerra Gurkha
- Guerras Birmanas
- Primera guerra del Opio

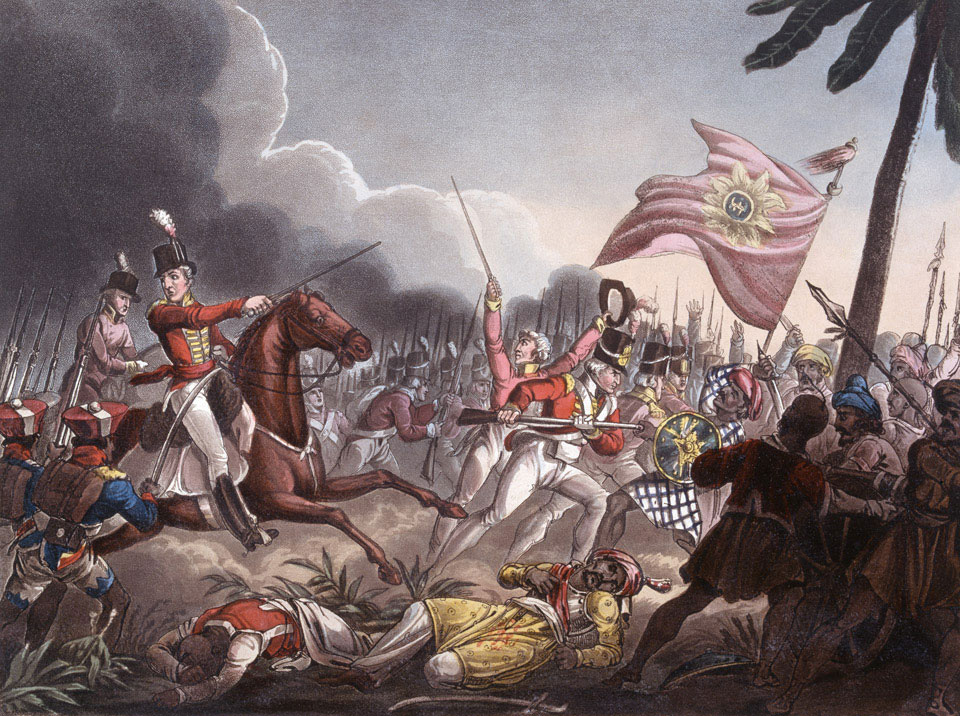
El general de división Wellesley al mando de sus tropas en la batalla de Assaye, 1803

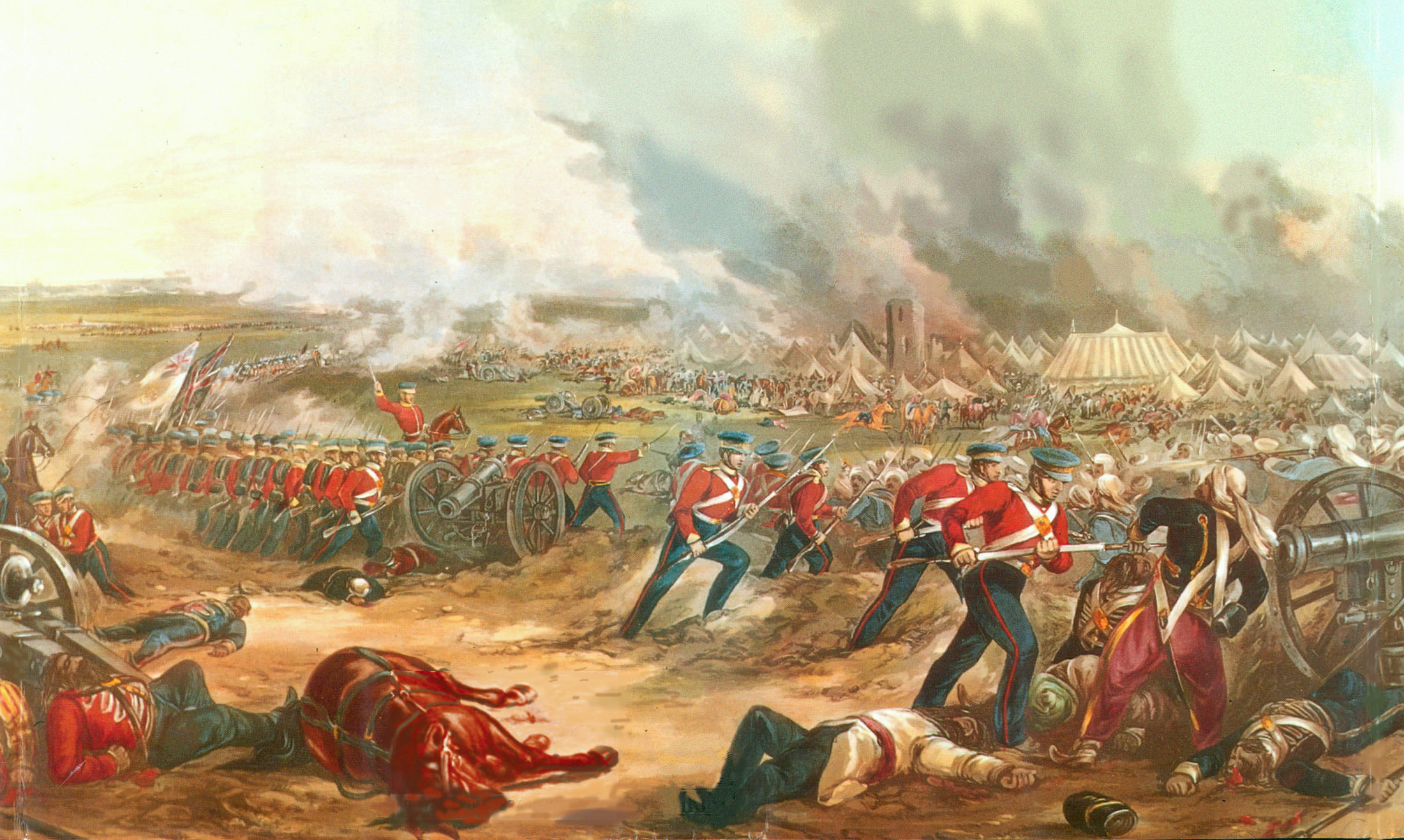
La Batalla de Firozpur durante la primera guerra anglosajona, 1845

- Primera Guerra India de Independencia
- Segunda guerra del Opio
- Primera guerra anglo-afgana
- Segunda guerra anglo-afgana
- Tercera guerra anglo-afgana
- Primera Guerra Mundial, ver Lista de divisiones de India en la Primera Guerra Mundial, Bombardeo de Madras
- Segunda Guerra Mundial